# ضربة القمر
ضربة القمر (Selenoplexia) (وتسمى أيضًا selenoplegia وselenoplege وmoonstroke) وهي مشتقة من الكلمة اللاتينية selene وتعني 'القمر'وكلمة plexisوتعني 'ضربة'), وهي عبارة عن تصنيف طبي يشمل حالات السكتة, أوالحالات المرضية, أو حالات المرض التي ربما تسببها أشعة القمر. وقد ذكر قاموس العلوم الطبية (1895)، في شرحه لحالات ضربة الشمس (sunstroke)، «أن الأعراض المرضية التي يمكن ملاحظتها بعد الموت بوجه عام هي عبارة عن أعراض الإنهاك العصبي (nervous exhaustion) والشلل العصبي (nervous paralysis). وهي تشبه الأعراض التي تُنسب إلى القمر وسيلينوبليكسيا (selenoplexia) وسيلينوبليدج (selenoplege) وضربة القمر وإلى النجوم وضربة النجوم.»